# ディスコゲル
DiscoGel（日本語カナ表記では「ディスコゲル」「ディスコジェル」「ディスクジェル」「ディスクゲル」は、椎間板ヘルニアの治療を目的として開発された医療機器です。

## 歴史
医療機器メーカー：Gelscom SAS
ディスコゲルは2007年の販売開始以来、全世界の様々な国で販売されています （2020年12月までに約31,000キット）。
CEマークを取得しています。
ディスコゲルを用いた治療は、日本において2018年より使用されています。
- ディスコゲルは未承認の医療機器として医療広告ガイドラインに抵触しないよう、日本国内ではディスコゲルの代わりにセルゲル法（経皮的椎間板修復インプラントゲル治療術）という名称が使用されている可能性があります。

### 注意事項
- この商品は、2022年7月1日時点でPMDA（独立行政法人医薬品医療機器総合機構）及びFDA（米国食品医薬品局）では未承認です。
- 日本では未承認の医療機器ですが、「医師等の個人輸入」により輸入することが可能です。厚生労働省は医薬品等の個人輸入は健康被害などの危険性がある事を強調しています。[2]
- 医薬品医療機器等法において、承認又は認証を得ていない医療機器については、その販売・授与等にかかる広告が禁じられています。『医療広告ガイドライン』違反の疑いがあるウェブサイトの情報をお寄せください。

医療機関 ネットパトロール（厚生労働省委託事業）

## 適用
ディスコゲル注入は、椎間板変性症や椎間板ヘルニアなどによって引き起こされる腰痛に対応しており、低侵襲治療です。
ディスコゲルは、PLDD治療（経皮的椎間板減圧術）のようにあらゆるレベルの椎間板ヘルニアによって引き起こされる腰痛に対応しており、低侵襲治療と考えられている。脱出型の椎間板ヘルニア及び椎間板の高さが50％以上減っているような場合には適応でないことが多いである。まディスコゲルの臨床試験では、科学的髄核融解術と記載されている。
類似治療　①　ヘルニコア（椎間板内酵素注入療法）②　PLDD（経皮的椎間板減圧術）
一般的には若年者の椎間板ヘルニアが良い適応とされるが、反対に高齢者では椎間板変性が進行しているため適応が少ない。

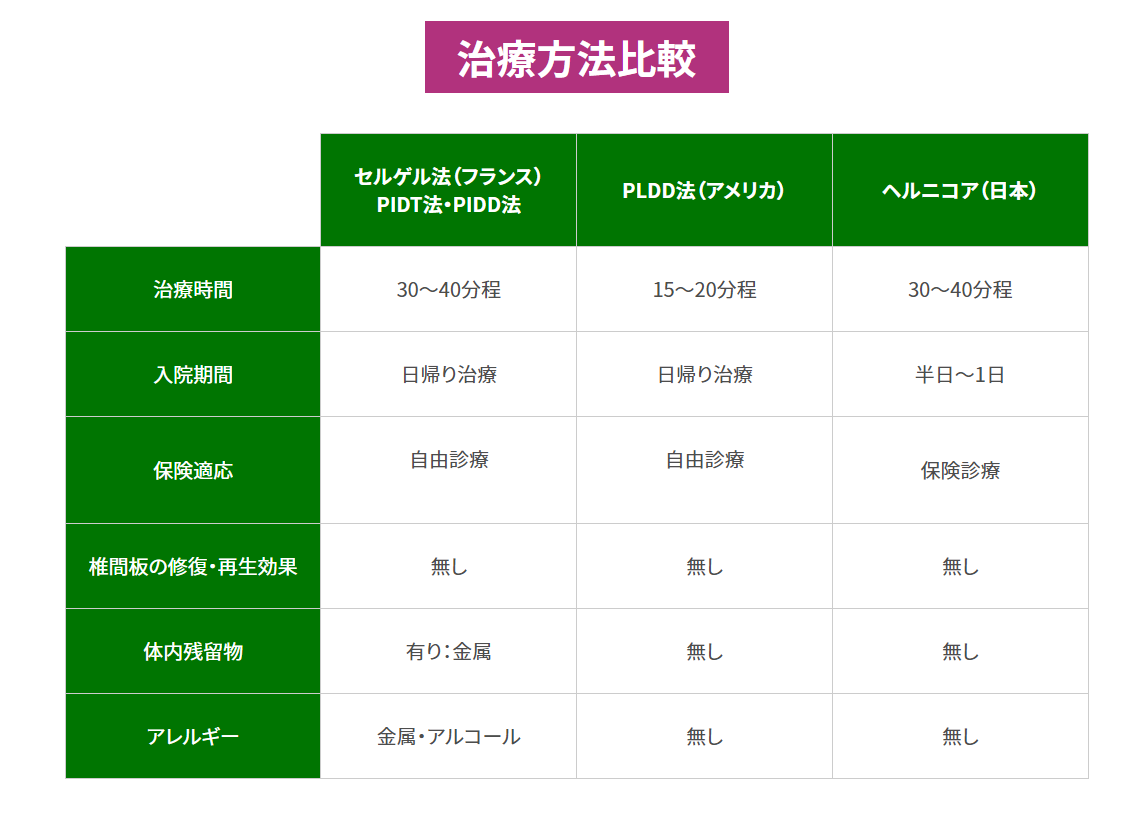

## 禁忌
- 椎間板が薄くなっている（高さが 50% 以上減少した）場合
- 同じ椎間板レベルへの反復使用
- 広範脊柱管狭窄症
- すべり症
- 圧迫骨折
- 椎体不安定症
- 構成成分に対するアレルギーがあることが知られている患者
- 重度のうつ病患者
- その他痛みの解釈が困難な状態にある患者
- 妊娠中の患者

## 作用機序
ディスコゲルは、椎間板核溶解療法に使用されるゲル化したエチルセルロースとタングステンの懸濁液からなる医療機器です。椎間板穿刺用の注射針で椎間板を穿刺後、ディスコゲルを椎間板内にゆっくり注入します。
エタノールは組織凝固壊死作用を有している。この治療は、エタノールの親水性（細胞膜が壊れ、穴があき、細胞内容物が漏れ出てくる）を利用して髄核の水分を吸収させることによって、椎間板ヘルニアを椎間板の中心へ引き寄せる減圧治療である。
ゲル化剤であるエチルセルロースは、純粋なエタノールで発生する硬膜外漏出のリスクを制限する機能があります。硬膜外に漏れ出た場合にエタノールによる組織損傷が生じ神経障害の原因となるため、内包物にタングステン粒子（金属粉末）を使用することで、椎間板内及び線維輪の亀裂を通過するゲルの進行をレントゲン透視で確認できるようになっています。
ディスコゲルは椎間板内にインプラントとして永久に残存します。

## 期待できる効果
ディスコゲル(Discogel®)の臨床研究は矛盾した結果を示しており、利益相反の存在を示唆している可能性があります。
- 2021年の症例報告によると、ディスコゲル(Discogel®) による経皮的治療後に、1 例の患者さんで足垂れが発生しました。[7]

- 2017年までディスコゲルに関しては、オックスフォード大学のCEBMのエビデンスレベルで2bに相当する9本の関連論文が発表された。772人の患者を対象とした研究の結果、介入の安全性、痛みと副作用の軽減における有効性が示され、介入はその低侵襲性により良好な臨床結果（場合によっては、治療後のごく初期の段階でも）につながったことが示されています。

- 2010年から2011年にかけてフランスのニオール病院で行われた単施設後ろ向き観察研究によると、DiscoGel®を使用した25人の患者のうち、16人（64％）がディスコゲル(Discogel®)治療を失敗と評価しました。この16人のうち、2人は二次治療を受けず、それぞれDiscoGel®治療を中等度または低評価しました。[8]

### 長所
- 外来治療：治療は外来患者に対して5分から20分で施行することができます。
- 低侵襲治療：椎間板内経皮的注射は低侵襲的手技であるので感染症のリスクを抑えることができます。
- 麻酔：局所麻酔のみで実施でき、全身麻酔は不要です。

### 副作用
- 局所麻酔剤の拡散は、一時的に感覚運動障害を誘発することがあります。
- ディスコゲルの注射の1週間後一時的な痛みの悪化が起こることがあります。
- 注射中の根周囲または硬膜外への漏出による偶発的な事故の可能性は残ります。
- これは神経根との接触時に一過性の灼熱感を引き起こす可能性があります。
- まれではありますが、治療した椎間板の急激かつ重大な高さの喪失は、重度の腰痛を引き起こす可能性があります。
- 処置直後に、神経因性疼痛を伴う一過性の神経根刺激が現れることがあります。
- 物質に対する全身性アレルギー反応が現れる可能性があります。
- 椎間板炎および神経損傷になる可能性があります。
- 一過性の尿失禁ことも可能です。
- 咽頭痛、首のこわばり、嚥下困難が現れる可能性があります。

```
出典: DISCOGEL®製造元Gelscom社の公式ウェブサイト掲載の施術者向けユーザーガイド
[
9
]
```